# Хюрю, Артту
Артту Хюрю (фин. Arttu Hyry; род. 6 апреля 2001) — финский профессиональный хоккеист, нападающий клуба национальной хоккейной лиги «Даллас Старз» (с января 2025 года). Игрок сборной Финляндии по хоккею с шайбой.

## Клубная карьера
В юности Хюрю играл за клуб своего родного города «Оулун Кярпят» в финской юношеской Лиге. С 2020 года и на протяжении четырёх сезонов играл в высшем дивизионе Финляндии за «Кярпят». 16 апреля 2024 года в качестве свободного агента подписал двухлетний контракт начального уровня с «Даллас Старз» из НХЛ.
В свой дебютный сезон в Северной Америке Хюрю изначально был заигран за «Техас Старз». Набрав в «Техасе» почти очко за игру, финский нападающий был отозван «Далласом» и дебютировал в НХЛ 2 января 2025 года в матче регулярного сезона против «Оттава Сенаторз».

## Карьера в сборной
В 2024 году приглашён в состав первой национальной сборной Финляндии для участия в чемпионате мира, который состоялся в Чехии. На дебютном для себя мировом первенстве сыграл в восьми матчах, забил два гола и сделал одну результативную передачу. Сборная Финляндии на этом чемпионате заняло только восьмое место.